# Deus Ex: Human Revolution
Deus Ex: Human Revolution je akcijska videoigra z elementi igranja vlog, ki je izšla avgusta 2011 pri založbi Square Enix. Razvili so jo pri kanadski podružnici razvijalskega podjetja Eidos Interactive, računalniško generirane video posnetke pa so producirali pri Square Enixu. Gre za tretji del serije Deus Ex, ki je kronološko postavljen pred izvirni del serije iz leta 2000. Različico za Mac OS X je 26. aprila 2012 izdalo podjetje Feral Interactive kot »Ultimate Edition«, ki vsebuje tudi sicer plačljivi dodatek, poglavje The Missing Link.
Zgodba je postavljena v kiberpankovsko okolje leta 2027, 25 let pred dogodki iz prve igre v seriji in čas, kjer so multinacionalne korporacije že močnejše od državnih vlad in izven njihovega nadzora. Igralec prevzame vlogo Adama Jensena, novoimenovanega vodje varnostne službe pri vzpenjajočem se biotehnološkem podjetju Sarif Industries. V brutalnem napadu na Sarifov sedež v Detroitu je Jensen smrtno ranjen, zato ga podvržejo seriji radikalnih operacij, v katerih velike dele njegovega telesa zamenjajo z naprednimi biomehaničnimi protezami. Po vrnitvi v službo se med iskanjem odgovornih za napad zaplete v globalno politiko gibanja za izboljševanje človekovih lastnosti. Glavni motivi zgodbe so vzpon korporacij in globalizacija, vohunstvo, preživetje, revščina ter etika umetnega izboljševanja ljudi.
Human Revolution je bila deležna pozitivnega odziva kritikov; mnogi so pohvalili odprto zgradbo in vpliv interakcij z liki na razplet dogodkov. Do konca septembra 2011 je bilo prodanih 2,18 milijona izvodov, od tega 800.000 v Severni Ameriki in 1,38 milijona v Evropi.

## Sistemske zahteve
Microsoft Windows

Minimalne:
- 2 GHz dvojedrni CPU
- 1 GB RAM (XP)/2 GB (Vista in Windows 7)
- grafična kartica serije NVIDIA GeForce 8 series ali ATI Radeon HD 2000
- OS Windows XP, Windows Vista ali Windows 7 z DirectX 9.0c OS
- 8.5 GB free hard disk space

Priporočljive:
- AMD Phenom II X4 ali Intel Core 2 Quad ali boljši CPU
- 2 GB RAM
- AMD Radeon HD 5850 ali boljši GPU
- Windows 7 OS
- 8,5 GB prostora na trdem disku

Mac OS X

Minimalne:
- Mac OS X 10.7.3 ali novejši
- 2.0 GHz Intel Mac
- 4 GB RAM
- 20 GB prostora na trdem disku
- 256 MB ali boljša grafična karticab; serija ATI X1xxx, serija ATI HD2xxx, NVIDIA 9400, serija NVIDIA 7xxx, NVIDIA 320M, Intel HD3000 in serija Intel GMA niso podprte